# Distrito electoral 15 (Illinois)
El distrito electoral 15 (en inglés: Precinct 15) es un distrito electoral ubicado en el condado de Monroe en el estado estadounidense de Illinois. En el Censo de 2010 tenía una población de 622 habitantes y una densidad poblacional de 2,88 personas por km².

## Geografía
El distrito electoral 15 se encuentra ubicado en las coordenadas 38°17′5″N 90°18′30″O / 38.28472, -90.30833. Según la Oficina del Censo de los Estados Unidos, el distrito electoral 15 tiene una superficie total de 215.91 km², de la cual 198.96 km² corresponden a tierra firme y (7.85%) 16.95 km² es agua.

## Demografía
Según el censo de 2010, había 622 personas residiendo en el distrito electoral 15. La densidad de población era de 2,88 hab./km². De los 622 habitantes, el distrito electoral 15 estaba compuesto por el 98.39% blancos, el 0% eran afroamericanos, el 0.32% eran amerindios, el 0.32% eran asiáticos, el 0.16% eran isleños del Pacífico, el 0% eran de otras razas y el 0.8% pertenecían a dos o más razas. Del total de la población el 0.8% eran hispanos o latinos de cualquier raza.